# Anamizu
Anamizu (jap. 穴水町 Anamizu-machi) – miasto w Japonii, na wyspie Honsiu, w prefekturze Ishikawa. Według danych na rok 2020 miejscowość zamieszkiwało 7 890 mieszkańców , a gęstość zaludnienia wyniosła 43,1 os./km².